# イエモン-FAN'S BEST SELECTION-
『イエモン -FAN'S BEST SELECTION-』（イエモン ファンズ・ベスト・セレクション）は、THE YELLOW MONKEYのベスト・アルバム。2013年7月31日に日本コロムビアから発売された。

## 解説
デビュー20周年記念プロジェクトの最後を飾る、バンド史上初のファン投票によるベスト・アルバム。ベスト・アルバムとしては2004年の『MOTHER OF ALL THE BEST』以来9年ぶり、アルバム作品のリリースは2010年発売の『COMPLETE SICKS』以来3年半ぶりのリリースとなる。
楽曲投票は2013年5月20日から同年6月20日までの1か月間で行われ、本作の発売元である日本コロムビア時代の作品のみではなく、インディーズ発売の『Bunched Birth』や、1996年のファンハウス/BMGファンハウス（現:アリオラジャパン）移籍後に発売された作品も含む全ての曲が対象となった。投票の際には任意の写真を添付することが可能であり、投稿されたすべての写真はメンバーのフォトモザイクを制作する素材として用いられる。このフォトモザイクはブックレットに掲載されるほか、特設サイトや巨大ビジュアルとして全国6大都市（東京・大阪・名古屋・福岡・仙台・札幌）でも公開される。
収録曲は投票結果の上位16曲がカウントダウン形式で収録されている。その結果、収録時間は80分55秒となり、2012年にPerfumeが発表したアルバム『Perfume Global Compilation "LOVE THE WORLD"』が記録していた80分13秒、および（単一アーティストのオリジナル作品ではないが）livetuneのリミックスアルバム『Re:MIKUS』の80分45秒を上回り、本作はCD世界最長の収録時間および単一アーティスト作品・オムニバス作品も含め世界最長のアルバムとなった。収録曲は同年12月に発売されたオリジナルアルバムのリマスタリング盤と同じく、テッド・ジェンセンによりリマスタリングされている。
タイトルの「イエモン」はTHE YELLOW MONKEYの一般的な略称であるが、メンバー自身がこれを用いなかったため、コアなファンからは長らく敬遠されていた。しかしバンド解散から10年近く経ち、長く応援し続けてくれたファンにも「イエモン」という略称を受け入れてもらうため、また新たなリスナーにも気軽に手に取ってもらうためのもっともわかりやすい愛称として、「イエモン」というタイトルが相応しいのではという意見がメンバーやスタッフから上がり、満場一致でタイトルとして採用されることとなった。ジャケットにはお笑いコンビ・野性爆弾の川島邦裕が起用された。
初回限定盤と通常盤の2形態で発売。初回盤には、デビューから活動休止までのキャリア全てに及ぶTV出演をまとめたDVDが付く。なお、初回盤・通常盤ともにBlu-spec CD2仕様、期間限定生産となっている。
バンド再結成後、2017年にメジャーデビュー25周年を迎えての新録アルバム『THE YELLOW MONKEY IS HERE. NEW BEST』は、解散中にリリースした本アルバム『イエモン-FAN'S BEST SELECTION-』へのアンサーアルバムである。

## 楽曲投票最終結果
| 最終順位 | 楽曲名                                       | 第1回中間発表時の順位 | 第2回中間発表時の順位 | 初出                                                                                            |
| 1        | バラ色の日々                                 | 1                     | 2                     | 19thシングル                                                                                    |
| 2        | JAM                                          | 2                     | 1                     | 9thシングル                                                                                     |
| 3        | 花吹雪                                       | 3                     | 4                     | 6thアルバム『SICKS』                                                                            |
| 4        | SUCK OF LIFE                                 | 4                     | 3                     | 2ndアルバム『EXPERIENCE MOVIE / 未公開のエクスペリエンス・ムービー』                            |
| 5        | 天国旅行                                     | 5                     | 5                     | 6thアルバム『SICKS』                                                                            |
| 6        | SO YOUNG                                     | 7                     | 6                     | 18thシングル                                                                                    |
| 7        | 真珠色の革命時代 (Pearl Light Of Revolution) | 6                     | 7                     | 1stアルバム『THE NIGHT SNAILS AND PLASTIC BOOGIE / 夜行性のかたつむり達とプラスチックのブギー』 |
| 8        | 楽園                                         | 9                     | 8                     | 11thシングル                                                                                    |
| 9        | SPARK                                        | 12                    | 12                    | 10thシングル                                                                                    |
| 10       | BURN                                         | 16                    | 13                    | 13thシングル                                                                                    |
| 11       | 追憶のマーメイド                             | 10                    | 9                     | 7thシングル                                                                                     |
| 12       | WELCOME TO MY DOGHOUSE                       | 8                     | 11                    | インディーズアルバム『Bunched Birth』                                                           |
| 13       | プライマル。                                 | 14                    | 9                     | 24thシングル                                                                                    |
| 14       | 太陽が燃えている                             | 11                    | 13                    | 8thシングル                                                                                     |
| 15       | パール                                       | 18                    | 16                    | 22ndシングル                                                                                    |
| 16       | 悲しきASIAN BOY                              | 13                    | 16                    | 3rdシングル                                                                                     |
| 17       | LOVERS ON BACKSTREET                         | 15                    | 15                    | インディーズアルバム『Bunched Birth』                                                           |
| 18       | Four Seasons                                 | 19                    | 19                    | 5thアルバム『FOUR SEASONS』                                                                     |
| 19       | 聖なる海とサンシャイン                       | 21                    | 20                    | 20thシングル                                                                                    |
| 19       | Love Communication                           | 17                    | 18                    | 5thシングル                                                                                     |
| 21       | 球根                                         | 20                    | 22                    | 14thシングル                                                                                    |
| 22       | Father                                       | 25                    | 21                    | 5thアルバム『FOUR SEASONS』                                                                     |
| 23       | 空の青と本当の気持ち                         | 24                    | 22                    | 5thアルバム『FOUR SEASONS』                                                                     |
| 24       | MOONLIGHT DRIVE                              | 22                    | 25                    | 10thシングル「SPARK」c/w                                                                        |
| 25       | This Is For You                              | 23                    | 25                    | 1stアルバム『THE NIGHT SNAILS AND PLASTIC BOOGIE / 夜行性のかたつむり達とプラスチックのブギー』 |
| 26       | NAI                                          | 29                    | 27                    | 12thシングル「LOVE LOVE SHOW」c/w                                                               |
| 27       | カナリヤ                                     | 30位圏外              | 30                    | 8thアルバム『8』                                                                                |
| 28       | LOVE LOVE SHOW                               | 26                    | 24                    | 12thシングル                                                                                    |
| 29       | 熱帯夜                                       | 30                    | 30                    | 4thシングル                                                                                     |
| 30       | 嘆くなり我が夜のFantasy                      | 30位圏外              | 30位圏外              | 4thアルバム『smile』                                                                            |
| 31       | 人生の終わり(FOR GRANDMOTHER)                |                       |                       | 6thアルバム『SICKS』                                                                            |
| 32       | BRILLIANT WORLD                              | 28                    | 28                    | 23rdシングル                                                                                    |
| 33       | ROCK STAR                                    | 27                    | 27                    | 3rdアルバム『jaguar hard pain』                                                                 |
| 34       | Tactics                                      |                       |                       | 5thアルバム『FOUR SEASONS』                                                                     |
| 35       | フリージアの少年                             |                       |                       | 2ndアルバム『EXPERIENCE MOVIE / 未公開のエクスペリエンス・ムービー』                            |
| 36       | MY WINDING ROAD                              |                       |                       | 17thシングル                                                                                    |
| 37       | 薔薇娼婦麗奈                                 |                       |                       | 3rdアルバム『jaguar hard pain』                                                                 |
| 38       | I Love You Baby                              |                       |                       | 5thアルバム『FOUR SEASONS』                                                                     |
| 38       | Romantist Taste                              |                       |                       | 1stシングル                                                                                     |
| 40       | Chelsea Girl                                 |                       |                       | 1stアルバム『THE NIGHT SNAILS AND PLASTIC BOOGIE / 夜行性のかたつむり達とプラスチックのブギー』 |
| 41       | SECOND CRY                                   |                       |                       | 3rdアルバム『jaguar hard pain』                                                                 |
| 42       | サイキック No.9                              |                       |                       | 8thアルバム『8』                                                                                |
| 43       | ゴージャス                                   |                       |                       | 7thアルバム『PUNCH DRUNKARD』                                                                   |
| 44       | Sweet & Sweet                                |                       |                       | 8thシングル「太陽が燃えている」c/w                                                              |
| 45       | 4000粒の恋の唄                               |                       |                       | 2ndアルバム『EXPERIENCE MOVIE / 未公開のエクスペリエンス・ムービー』                            |
| 46       | アバンギャルドで行こうよ                     |                       |                       | 2ndシングル                                                                                     |
| 46       | シルクスカーフに帽子のマダム                 |                       |                       | 2ndアルバム『EXPERIENCE MOVIE / 未公開のエクスペリエンス・ムービー』                            |
| 48       | マリーに口づけ                               |                       |                       | 4thアルバム『smile』                                                                            |
| 49       | 紫の空                                       |                       |                       | 6thアルバム『SICKS』                                                                            |
| 50       | RAINBOW MAN                                  |                       |                       | 6thアルバム『SICKS』                                                                            |
| -------- | -------------------------------------------- | --------------------- | --------------------- | ----------------------------------------------------------------------------------------------- |

## 収録曲
| 全作詞・作曲: 吉井和哉。 |                                                  |           |            |                                  |      |
| #                        | タイトル                                         | 作詞      | 作曲・編曲 | 編曲                             | 時間 |
| 1.                       | 「悲しきASIAN BOY」                              | 吉井和哉  | 吉井和哉   | THE YELLOW MONKEY                | 4:37 |
| 2.                       | 「パール」                                       | 吉井和哉  | 吉井和哉   | THE YELLOW MONKEY                | 3:42 |
| 3.                       | 「太陽が燃えている」                             | 吉井和哉  | 吉井和哉   | THE YELLOW MONKEY                | 4:58 |
| 4.                       | 「プライマル。」                                 | 吉井和哉  | 吉井和哉   | THE YELLOW MONKEY・Tony Visconti | 4:17 |
| 5.                       | 「WELCOME TO MY DOGHOUSE 2013」                  | 吉井和哉  | 吉井和哉   | THE YELLOW MONKEY                | 4:21 |
| 6.                       | 「追憶のマーメイド」                             | 吉井和哉  | 吉井和哉   | THE YELLOW MONKEY・松本晃彦      | 3:55 |
| 7.                       | 「BURN」                                         | 吉井和哉  | 吉井和哉   | THE YELLOW MONKEY                | 5:15 |
| 8.                       | 「SPARK」                                        | 吉井和哉  | 吉井和哉   | THE YELLOW MONKEY                | 4:12 |
| 9.                       | 「楽園」                                         | 吉井和哉  | 吉井和哉   | THE YELLOW MONKEY                | 4:42 |
| 10.                      | 「真珠色の革命時代 (Pearl Light Of Revolution)」 | 吉井和哉  | 吉井和哉   | THE YELLOW MONKEY                | 6:48 |
| 11.                      | 「SO YOUNG」                                     | 吉井和哉  | 吉井和哉   | THE YELLOW MONKEY                | 5:11 |
| 12.                      | 「天国旅行」                                     | 吉井和哉  | 吉井和哉   | THE YELLOW MONKEY                | 8:28 |
| 13.                      | 「SUCK OF LIFE」                                 | 吉井和哉  | 吉井和哉   | THE YELLOW MONKEY                | 5:39 |
| 14.                      | 「花吹雪」                                       | 吉井和哉  | 吉井和哉   | THE YELLOW MONKEY                | 4:36 |
| 15.                      | 「JAM」                                          | 吉井和哉  | 吉井和哉   | THE YELLOW MONKEY                | 5:20 |
| 16.                      | 「バラ色の日々」                                 | 吉井和哉  | 吉井和哉   | THE YELLOW MONKEY・朝本浩文      | 4:48 |
| 合計時間:                | 合計時間:                                        | 合計時間: | 80:49      |                                  |      |

1. 悲しきASIAN BOY
3rdシングル。
2. パール
22ndシングル。
3. 太陽が燃えている
8thシングル。
4. プライマル。
24thシングル。
5. WELCOME TO MY DOGHOUSE 2013
インディーズ『Bunched Birth』収録。
メンバーの発案で、楽曲投票終了の3日後に急遽制作が決定。吉井のプロデュースで22年前のマスターテープを基に新たにリミックスされた。
本作のリリースに合わせてか、同年に福岡マリンメッセで行われた吉井のソロライブ「20th Special YOSHII KAZUYA SUPER LIVE」では、最後に披露された「メカラウロコ・8」でのMCにかけて「来年から、普通じゃない野良犬に戻ります！」のMCと共に実に約13年ぶりに演奏された。
6. 追憶のマーメイド
7thシングル。
7. BURN
13thシングル。
8. SPARK
10thシングル。
9. 楽園
11thシングル。
10. 真珠色の革命時代 (Pearl Light Of Revolution)
1stアルバム『THE NIGHT SNAILS AND PLASTIC BOOGIE / 夜行性のかたつむり達とプラスチックのブギー』収録。
11. SO YOUNG
18thシングル。
12. 天国旅行
6thアルバム『SICKS』収録。
13. SUCK OF LIFE
2ndアルバム『EXPERIENCE MOVIE / 未公開のエクスペリエンス・ムービー』収録。
14. 花吹雪
6thアルバム『SICKS』収録。
15. JAM
9thシングル。
16. バラ色の日々
19thシングル。

### 初回限定盤DVD
メンバーインタビュー
1992.2.1 テレビ埼玉「SSC」
Romantist Taste
1992.5 テレビ埼玉「SSC Live 1992.4.21 at大宮フリークス」
SLEEPLESS IMAGINATION
1992.12.21 テレビ埼玉「SSC Live 中津川雅彦フォークジャンボリー」
メンバーインタビュー
1993.5.24 テレビ埼玉「ROCK WAVE」
吉井和哉&廣瀬洋一 スピリチュアル・カウンセリング
1993.8.12　スペースシャワーTV「GEE!」
NACK5 “MIDNIGHT ROCK CITY” 密着
1994.11.3 テレビ神奈川「LIVE Y」
“Love Communication” MV撮影密着
1994.12.8 テレビ神奈川「LIVE Y」
THE YELLOW MONKEY〜アバンギャルドで行こうよ
1994.11.10/11.24/12.1 テレビ神奈川「LIVE Y 1994.10.30 at NISSIN POWER STATION」
コロムビア社長訪問
1995.2.2/2.9 テレビ神奈川 「LIVE Y」
Love Communication
1995.2.4 NHK 「POP JAM」
アルバム「smile」全曲解説
1995.2.23 テレビ神奈川「LIVE Y」
See-Saw Girl
1995.6.1 中京テレビ 「LOVE ROCKS THE FINAL WAVE」
アルバム「FOUR SEASONS」U.K.レコーディング密着
1995.6.29 テレビ神奈川「LIVE Y」
追憶のマーメイド
1995.10.13 NHK「POP JAM」
夕焼けにドロップキック
1995.11.15 中京テレビ
JAM
1996.4.3 NHK「POP JAM」
楽園
1997.1.27 フジテレビ「HEY!HEY!HEY! MUSIC CHAMP」
BURN
1997.9.5 NHK「POP JAM」
SO YOUNG
1999.5.21 日本テレビ「FUN」
バラ色の日々
2000.2.5 NHK「POP JAM」
THE YELLOW MONKEY WALKER
2000.8.5 スペースシャワーTV
JAM
2000.8.6 フジテレビ 「MUSIC FAIR」
パール
2000.8.7 フジテレビ 「HEY!HEY!HEY! MUSIC CHAMP」
BRILLIANT WORLD
2000.12.30 TBS 「CDTV SPECIAL LIVE 2000」